# Coursier à vélo
Coursier à vélo, messager à vélo ou cyclomessager, sont des appellations qui renvoient aux coursiers à bicyclette et qui permettent de les distinguer des coursiers utilisant des moyens de transport motorisés. Le mot est dérivé de « cyclomessagerie », entreprise de livraison à vélo. De plus en plus les cyclomessageries panachent leurs services et offrent d'autres modes de livraison. Le transport combiné, qui permet d'adapter le moyen de transport à la distance à parcourir, au volume ou poids du colis, et aux conditions climatiques fait son apparition. Cette complémentarité entre les différents modes de transport offre aux coursiers à vélo un rayon d'action élargi, et une couverture plus vaste de la demande clientèle.

## La tâche
Le travail des messagers à vélo consiste à effectuer des livraisons de documents et de petits colis, souvent urgents, d'un point A à un point B, la plupart du temps d'une entreprise à une autre, sans passer par un bureau central (flux tendu).
Plusieurs types de prestations sont généralement proposés :
- Courses sur appel : bons à tirer, contrats, clefs, laptops, disques durs...
- Aller retour : demandes de visa à des consulats/ambassades, légalisations de document, apostilles, chambres de commerce...
- Tournées : collecte d'analyses médicales, tournées de courrier interne
- Course régulière : relevé de cases postales

## Historique
Le travail de messager existe sans doute depuis toujours. En revanche, nous pouvons certainement attribuer l'arrivée des premiers messagers à vélo à la fin du XIXe siècle aux États-Unis, précisément à San Francisco[réf. nécessaire].
Plusieurs hypothèses sont liées à l'avènement de ce mouvement ; historiquement une grève des trains (1894), plus tard le développement a été dû à la première crise pétrolière (1973) et à l’avènement de la pensée écologiste.
Coïncidence, pour la France, à la suite de sa disparition à la fin des années 1970 en raison de la concurrence des deux-roues motorisés, son grand retour se fera à Paris, aussi grâce à la grande grève des transports, mais celle de décembre 1995 à janvier 1996. D'abord cantonné à un seul et unique coursier (payé au ticket), utilisé comme bouche-trou dans l'intervalle de la dite grève, son licenciement par la société Triomphe à la fin de celle-ci ne découragera pourtant pas des dizaines d'entreprises concurrentes misant tout sur le vélo, d'essaimer rapidement dans la capitale comme dans sa banlieue, d'abord grâce au sponsoring, puis progressivement grâce aux seuls bénéfices dégagés par les courses elles-mêmes.
Aujourd'hui, avec l'encombrement de plus en plus important des centres urbains, les coursiers à vélo prennent toute leur ampleur. D'abord écolos, des sociétés spécialisées se profilent aujourd'hui comme de vrais concurrents pour les courses rapides en centre ville ; pas affectées par le prix des carburants, utilisant des véhicules réduits au strict minimum, sans frais d'assurance élevés ou frais de parking, elles offrent ainsi des tarifs concurrentiels. La fluidité du vélo lui confère sa rapidité garantissant ainsi plus que tout autre moyen de transport des délais prévisibles.

## Transport multimodal

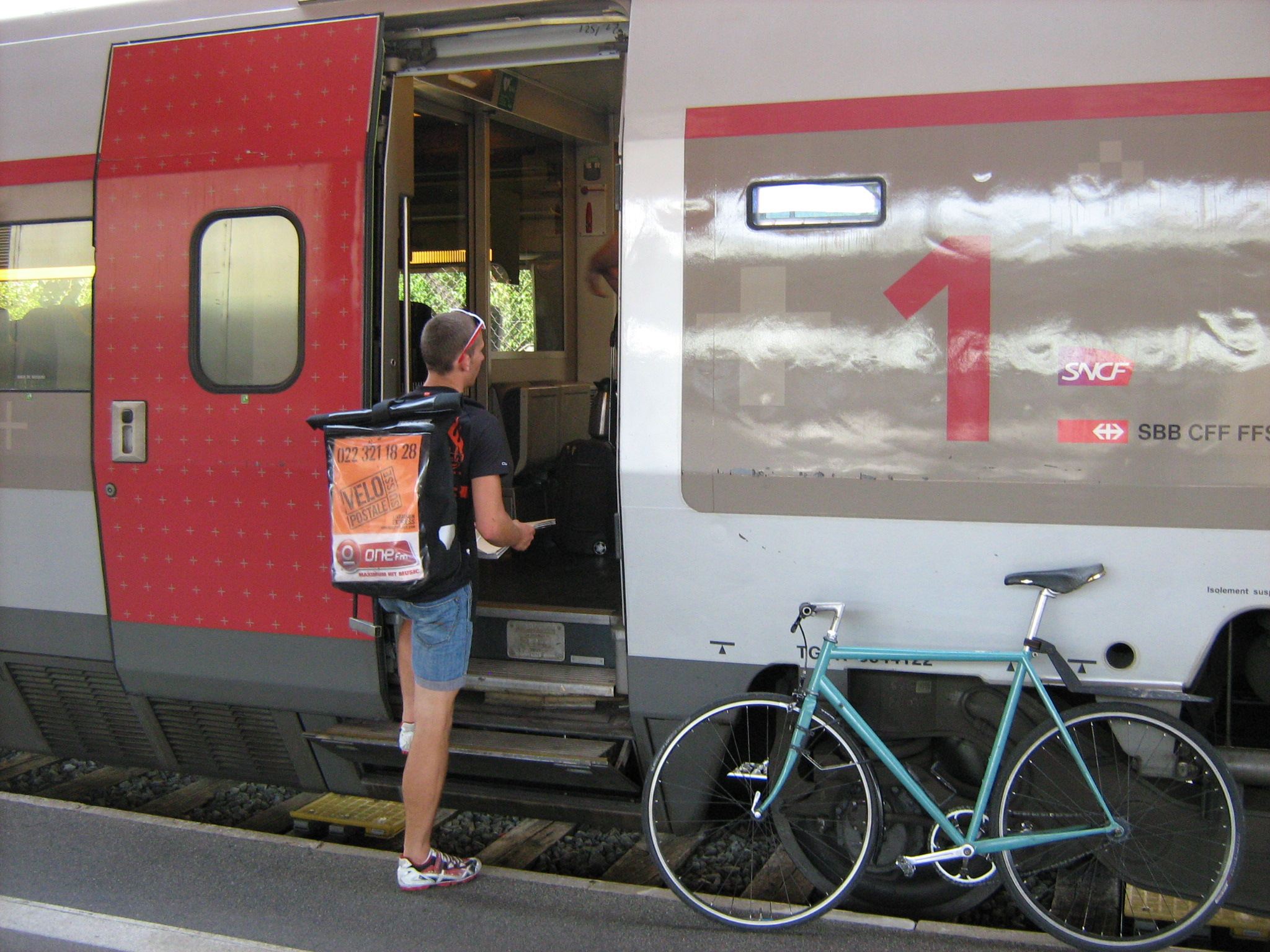
Transfert de courrier entre un messager et un TGV à Genève, Suisse

Afin de couvrir les besoins de leurs clients, beaucoup de cyclomessageries offrent actuellement des services nationaux et internationaux. Ces prestations n'étant pas possibles uniquement à vélo, beaucoup de réseaux ont vu le jour, de la simple sous-traitance à la coordination nationale : le réseau Swissconnect offre par exemple un lien entre les entreprises via le réseau de chemin de fer Suisse. L'utilisation en complément de véhicules en autopartage ou de véhicules d'entreprise permet d'offrir une palette de prestations complète et d'allier la rapidité urbaine des coursiers à vélo aux atouts conjugués des autres moyens de transport.

## Situation
Actuellement, il existe plusieurs associations qui rassemblent les communautés de cyclomessagers du monde entier. Elles sont regroupées sous la bannière de la Fédération internationale des associations de messagers à vélo (International Federation of Bike Messenger Associations).
Au Québec, la majorité des coursiers ont le statut de travailleur autonome. Ils sont payés à la commission.
En France, cette profession est rattachée au transport public de marchandises et dépend de la Convention collective des transports routiers (no 3085).
En Suisse, un réseau nommé « Swissconnect » permet aux coursiers à vélo de faire des livraisons inter-ville grâce à un partenariat avec l'entreprise de chemins de fer nationale (CFF). C'est l'une des bases du transport multimodal (vélo-train-vélo).

## Compétition

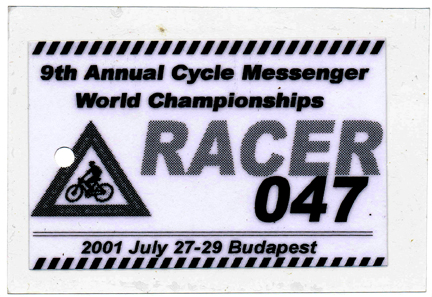
Le badge d'un concurrent aux championnats du Monde 2001

Depuis 1992, l'organisation de championnats du Monde de coursiers à vélo (Cycle Messenger World Championships, ou CMWC) a été lancée. Depuis, chaque année, des championnats sont organisés.
Lieux de l'épreuve :
- 1993 Berlin, Allemagne
- 1994 Londres, Angleterre
- 1995 Toronto, Canada
- 1996 San Francisco, CA, USA
- 1997 Barcelone, Espagne
- 1998 Washington, USA
- 1999 Zurich, Suisse
- 2000 Philadelphie, PA, USA
- 2001 Budapest, Hongrie
- 2002 Copenhague, Danemark
- 2003 Seattle, WA, USA
- 2004 Edmonton, Canada
- 2005 New York, NY, USA
- 2006 Sydney, Australie
- 2007 Dublin, Irlande
- 2008 Toronto, Canada
- 2009 Tokyo, Japon
- 2010 Panajachel, Guatemala
- 2011 Varsovie, Pologne
- 2012 Chicago, USA
- 2013 Lausanne, Suisse
- 2014 Mexico, Mexique
- 2015 Melbourne, Australie
- 2016 Paris, France
- 2017 Montréal, Canada
- 2018 Riga, Lituanie
- 2019 Jakarta, Indonésie
- 2020 Pas de CMWC en raison de l'épidémie de COVID19
- 2021 Pas de CMWC en raison de l'épidémie de COVID19
- 2022 New York, États-Unis
- 2023 Yokohama, Japon
- 2024 Zurich, Suisse

Il existe des championnats continentaux, des championnats nationaux, des courses urbaines et régionales. Des courses d'orientation sur route ouverte (Alleycat) ont lieu dans toutes les villes où l'on retrouve des messagers, facilitant les échanges entre coursiers (expériences, mode de vie cycliste, etc.).